# Dimitri Jouravski

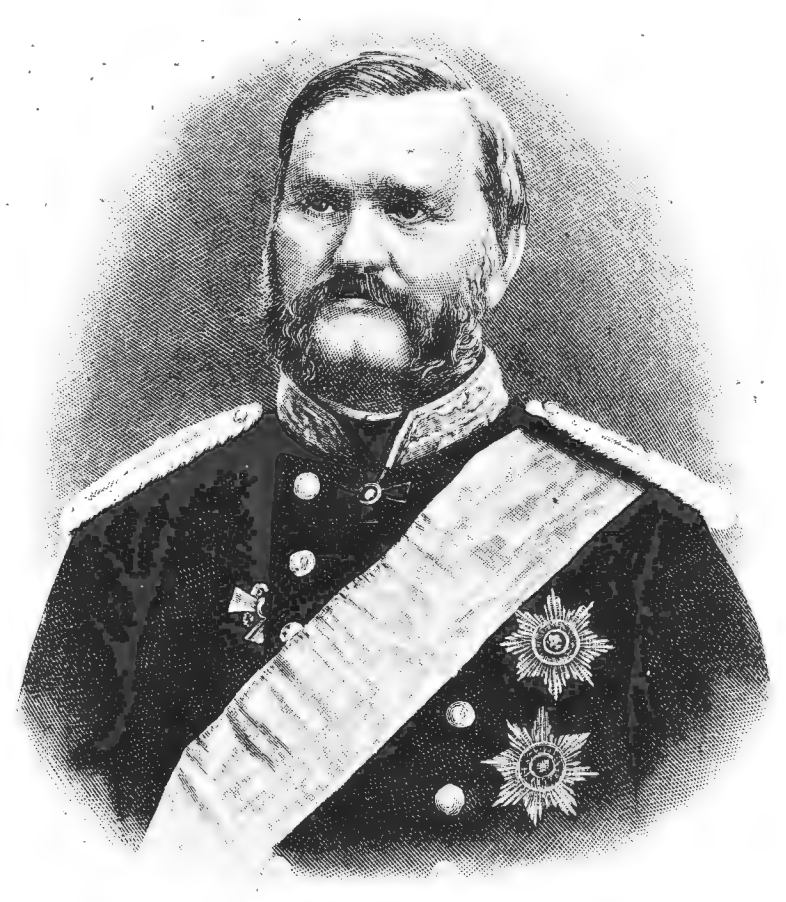
Dimitri I. Jouravski (Éloge funèbre dans la revue Niva, 1891).

Dimitri Ivanovitch Jouravski (né le 29 décembre 1821 (10 janvier 1822 dans le calendrier grégorien) à Bely-Kolodes, dans les environs de Chtchigry; mort le 30 novembre 1891 (12 décembre dans le calendrier grégorien) à Saint-Petersbourg) est un physicien et ingénieur russe des chemins de fer,. Il formula les premiers résultats sur la distribution des contraintes de cisaillement dans les poutres.

## Biographie
Jouravski fréquenta d'abord le lycée scientifique Besborodko de Nejine. Il s'intéressa peu à peu aux mathématiques appliquées et à la mécanique. Au terme de ses études secondaires, il fut admis en 1838 à l’Institut des Ingénieurs des voies de communication (la future « École des voies de communication de Saint-Pétersbourg ») où il devint le disciple du mathématicien Ostrogradski. Il sortit major de sa promotion en 1842, et son nom figure à ce titre gravé sur la plaque commémorative en marbre.
Une fois ses études achevées, Jouravski fut employé par la Direction Nord de la « ligne Nicolaïev » et fut affecté au tracé et à la conception des ouvrages de cette liaison ferroviaire pilote, la première liaison motorisée à longue distance de Russie, et la première étape du réseau ferroviaire pan-russe. Cette grande ligne, pour laquelle la variante choisie était le tracé le plus rectiligne, exigeait la construction de 184 ponts, le percement de 69 tunnels en maçonnerie armée de fonte et la réalisation de 19 passages à niveau. La construction des ponts (pour lesquels on avait adopté le « système de Howe ») fut confiée à l’ingénieur des chemins de fer américain George Washington Whistler.

Équilibre en cisaillement d'une console fléchie.

En 1844, il fut chargé du franchissement de la Verevia, l'un des plus grands ouvrages de la ligne, comportant 9 travées, une portée totale de 60 m et des piles hautes de 55 m. Jouravski dut mettre en œuvre des poutres massives, intègres ou reconstituées par assemblage de madriers. Le bois est naturellement résistant en compression dans le sens des fibres, mais beaucoup plus vulnérable au cisaillement : Jouravski s'avisa qu'il fallait apprécier ce type d'effort précisément, mais la littérature scientifique de l'époque était encore quasiment muette sur la répartition de ce type de contrainte.
Considérant le cas élémentaire d'une poutre console de section rectangulaire, chargée en tête, d’axe neutre OO (fig. ci-contre), Jouravski montre, par des recherches tant théoriques qu’expérimentales, que les contraintes normales dans la section d'encastrement tendent à créer un effort tranchant T dirigé selon l'axe neutre :
En supposant que cet effort tranchant résulte d'une contrainte de cisaillement uniforme sur le plan moyen de trace OO,
cette contrainte est 
De la même façon, il calcule le cisaillement à une hauteur quelconque dans la poutre. Il montre que pour une charge verticale uniformément répartie sur la travée, les contraintes ne sont pas uniformes le long de l'axe neutre des consoles, mais qu'elles augmentent à mesure qu'on se rapproche de l'encastrement.
Sur la base de ces résultats, Jouravski montre ensuite comment on peut calculer l'effort tranchant repris par chaque tenon d'une poutre, reconstituée à partir de madriers clavetés ensemble. Cela détermine les dimensions à donner à ces clavettes pour peu que l'on connaisse les propriétés de résistance du matériau dont elles sont faites.
Jouravski développa ainsi le premier une méthode générale de calcul des charpentes à renforts parallèles. Cela lui permit de déterminer la capacité portante du « système de Howe » et même de l'améliorer : cette année 1850 marque ainsi l'acte de naissance du calcul scientifique des ponts en treillis. Les recherches de Jouravski s'inspiraient à vrai dire de celles de J.-A. Bresse. Whistler appliqua les recommandations de Jouravski à tous les ponts de la ligne. Désormais, la conception et la réalisation des autres grands ponts de la Ligne Nicolas furent confiées à Jouravski. Il présenta en 1854 à l’Académie des sciences de Saint-Pétersbourg son traité, Über die Brücken nach dem System Howe, auquel il avait travaillé pendant dix ans, et l'ouvrage fut couronné en 1855 du Grand Prix Demidoff. Sa formule donnant la contrainte de cisaillement dans une poutre poinçonnée transversalement porte toujours le nom de formule de Jouravski pour le cisaillement,.
En 1855, Jouravski dressa le projet de la ligne ferroviaire entre Moscou et Orel. Au cours de l'hiver 1857–1858, il travaille avec P. P. Melnikov et l'architecte C. Thon au remplacement de la flèche de la cathédrale de la forteresse Saint-Pierre-et-Paul de Saint-Pétersbourg par une charpente métallique. Il fallut pour cela recourir à un acier spécial dont la fabrication fut assurée par le métallurgiste A. A. Iossa. En reconnaissance de la valeur de ses travaux, Jouravski fut promu au rang de colonel des ingénieurs du génie.

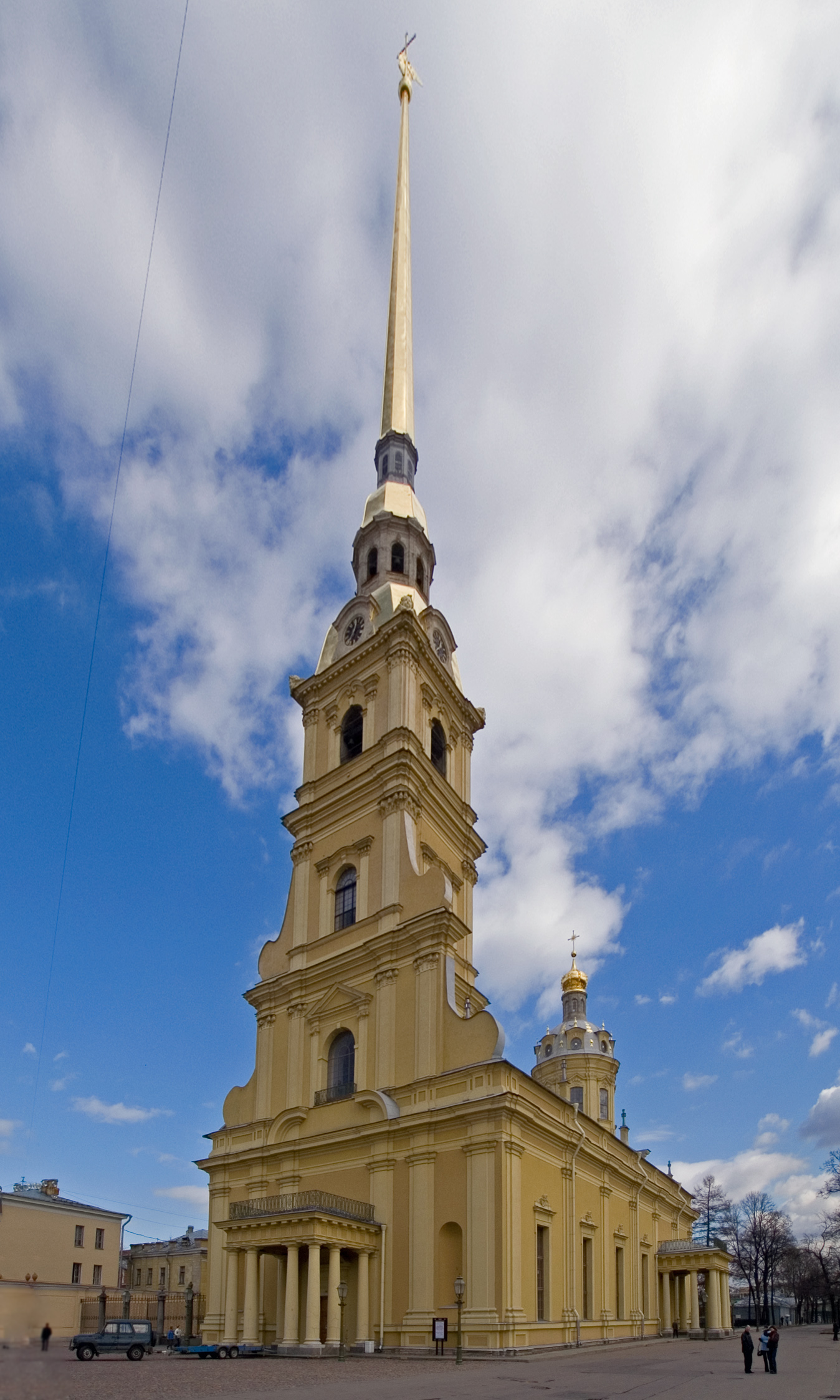
La réparation de la flèche de la cathédrale Saint-Pierre-et-Paul est l'une des plus belles réalisation de Jouravski.

Jouravski effectua son dernier projet de pont à l'occasion de la reconstruction en 1869 du pont incendié de la Msta à Malaïa Vichera. La même année, on l'envoya en stage aux États-Unis pour qu'il dresse un état des connaissances en matière d'ingénierie ferroviaire. À son retour, il fut nommé membre du Conseil des Chemins de fer de Russie, dont il devint vice-président quelques années plus tard. Il dirigeait simultanément la « Société d’Études impériale » (Kaiserliche Technische Gesellschaft). En 1873 il représentait le Ministère russe de Transports au Congrès International de la Statistique de Saint-Pétersbourg, et fut nommé ensuite vice-président du Département des statistiques du Commerce.
De 1871 à 1876, Jouravski partagea son activité entre la révision de la voie navigable Volga-Baltique, l'ambitieux projet du canal du Ladoga, le projet de canal maritime de Saint-Pétersbourg et la construction du port balte de Libau. Du point de vue de la recherche expérimentale, il se consacrait pour l'essentiel à l'étude de la résistance des bois et au comportement des rails aux très basses températures. De 1877 à 1889, il exerça la charge de Directeur des voies ferrées, dont dépendait directement la Commission d'inspection technique. Il adopta une série de mesures destinées à accroître la capacité de transport du chemin de fer russe. Enfin, de 1883 à 1889, il fut membre du Conseil ministériel des Transports (et, à partir de 1886, conseiller à la planification des lignes ferroviaires).
Jouravski a été inhumé dans le cimetière de Saint-Mitrofan-de-Voronej, à Saint-Pétersbourg.